# Anton Weichselbaum
Anton Weichselbaum (Langenlois, 8 febbraio 1845 – Schiltern, 23 ottobre 1920) è stato un patologo e batteriologo austriaco.

## Biografia
Weichselbaum è stato tra i primi scienziati a riconoscere l'importanza della batteriologia nel campo della anatomia patologica.
Nel 1869 conseguì il dottorato in medicina a Vienna, e successivamente iniziò a lavorare come assistente del patologo anatomista Josef Engel (1816-1899). Nel 1885 venne nominato professore associato di istologia patologica e batteriologia e tra il 1893 e il 1916 ricoprì la carica di direttore dell'istituto di anatomia patologica presso l'Università di Vienna, ove ebbe come allievo, fra gli altri, il medico italiano Ferdinando Micheli. Nel 1912 ne divenne rettore. Il suo successore fu Alexander Kolisko.
Alcuni dei suoi assistenti più noti erano il sierologo Karl Landsteiner (1868-1943), il batteriologo Ghon Anton (1866-1936) e il dermatologo Josef Kyrle (1880-1926).
Nel 1887 fu il primo a isolare l'agente eziologico della meningite, il batterio Neisseria meningitidis. Condusse importanti ricerche sulla tubercolosi. Fornì, inoltre, la prima descrizione completa dell'erosione ossea locale nei casi di artrite.

## Opere in lingua tedesca
- Der gegenwärtige Stand der Bakteriologie und ihre beziehungen zur praktischen Medizin. In: Klinische Zeit- und Streitfragen, Band 1, 1; Wien, 1887.
- Grundriss der pathologischen Histologie. Leipzig-Wien, 1892.
- Über Entstehung und Bekämpfung der Tuberkulose. 1896.
- Parasitologie. In: Handbuch der Hygiene, Band 9; Jena, 1899.
- Epidemiologie. In: Handbuch der Hygiene, Band 9; Jena, 1899.
- Aetiologie der akuten Lungen- und Rippenfellentzündungen.
- Ueber die Aetiologie der akuten Meningitis cerebro-spinalis. In: Fortschritte der Medicin. Bd. 5, Nr. 18, 1887, S. 573–583.
- Aetiologie und pathologische Anatomie der Endocarditis.
- Diplococcus pneumoniae. In: Handbuch der pathogenen Mikroorganismen, Band 3; Jena, 1903.
- Meningokokken. In: Handbuch der pathogenen Mikroorganismen, Band 3; Jena, 1903.
- Pneumokokkenimmunität. In: Handbuch der pathogenen Mikroorganismen, Band 4; Jena, 1904.
- Immunität bei den durch den Micrococcus meningitidis cerebrospinalis (Diplococcus intracellularis meningitidis) verursachten Erkrankungen. In: Handbuch der pathogenen Mikroorganismen, Band 4; Jena, 1904.
- Über die Infektionswege der menschlichen Tuberkulose. 1907.
- Über die Beziehungen zwischen Körperkonstitution und Krankheit. 1912.